# Służba geograficzna (II RP)
Służba geograficzna (II RP) – dział administracji wojskowej II RP.

## Zadania
Zadaniem służby geograficznej było zaopatrzenie sił zbrojnych w materiał kartograficzny oraz przeprowadzanie związanych z tym prac pomiarowych:
- przeprowadzenie triangulacji, niwelacji i pomiarów, związanych ściśle z topografią i potrzebami wojskowości;
- przeprowadzenie zdjęć topograficznych dla celów wojskowych, sprawdzanie istniejącego materiału kartograficznego i utrzymanie go w ewidencji;
- sporządzanie i powielanie map i planów dla wojska;
- wykorzystanie fotografii powietrznej i ziemnej do prac topograficznych i pomiarowych;
- utrzymywanie i przygotowanie kadry fachowych triangulatorów, topografów, fotogrametrów i kartografów;
- szkolenie oficerów poszczególnych broni w topografii, w Oficerskiej Szkole Topografów, oraz współdziałanie z Oddziałem III Sztabu Generalnego, przez dostarczanie fachowych wykładowców;
- organizacja oddziałów pomiarowych.

## Organy centralne
Generalne kierownictwo służby geograficznej znajdowało się w ręku Szefa Sztabu Generalnego, któremu bezpośrednio podlegał Kierownik Wojskowego Instytutu Geograficznego.
Centralną instytucją wykonawczą Szefa Sztabu Generalnego był Wojskowy Instytut Geograficzny w Warszawie.
Skład:
1.Kierownictwo:
- kancelaria;
- referat organizacyjny;
- komisja gospodarcza;
- oddział sztabowy;
- warsztat mechaniczny;
- magazyn materiałowy.

2. Wydział I Triangulacyjny.
- referat trygonometryczny;
- referat niwelacyjny;
- referat fotogrametryczny.

3. Wydział II Topograficzny.
- referat topograficzny;
- referat konstrukcyjny;
- referat sprawdzania map;

4. Wydział III Kartograficzny.
- referat kartograficzny;
- referat reprodukcyjny;
- referat redakcyjny;
- biblioteka i archiwum;

5. Skład map.
Przy Wojskowym Instytucie Geograficznym zorganizowana była Oficerska Szkoła Topografów, podlegająca szefowi Wydziału II Topograficznego, oraz Szkoła Kreślarzy, podlegająca szefowi Wydziału III Kartograficznego.
Oficerska Szkoła Topografów przy Wydziale II Topograficznym Wojskowego Instytutu Geograficznego kształciła zawodowych oficerów geografów. Szkoliła również na specjalnych kursach (w zakresie topografii), oficerów poszczególnych broni, a zwłaszcza artylerii, lotnictwa i marynarki.

## Personel służby geograficznej
- oficerowie korpusu geografów;
- oficerowie poszczególnych korpusów osobowych, przydzieleni do służby geograficznej;
- chorążowie poszczególnych korpusów osobowych przydzieleni do służby geograficznej;
- szeregowi kancelaryjni, przydzieleni do służby geograficznej;
- personel cywilny, wyspecjalizowany w poszczególnych działach służby geograficznej.

Personel Wojskowego Instytutu Geograficznego podlegał Kierownikowi Wojskowego Instytutu Geograficznego.

## Służba geograficzna w Okręgach Korpusów i formacjach wojskowych.
Służba geograficzna w Dowództwach Okręgów Korpusów i formacjach wojskowych w czasie pokoju nie istniała. Przygotowania wojenne, w zakresie służby geograficznej, skoncentrowane były w Oddziale IV Sztabu Generalnego.
Oddziały pomiarowe Wojskowego Instytutu Geograficznego, podlegały w czasie pracy, na terenie poszczególnych Okręgów Korpusów, pod względem dyscyplinarnym i lokalowo-garnizonowym, temu Dowódcy Okręgu Korpusu, na terenie którego się znajdowały.